# 演州直隸州
演州直隸州，是明代交阯承宣布政使司下轄的一個直隸州，領芙蒥縣、瓊林縣、茶清縣三縣。治約在今越南乂安省。

## 沿革
- 永樂十三年八月二十三日丁亥（1415年9月25日），革演州府為演州直隸州，以千冬縣入演州，並演州之芙蓉縣入瓊林縣[2][3][4][5]。
- 永樂十七年秋九月丙辰（1419年10月3日），革演州之茶清縣入本州[6][3][4][5]。